# Нортръп Фрай
Нортръп Фрай (на английски: Herman Northrop Frye) е канадски литературен критик и теоретик, изследовател на митологията, литературата и езика.

## Биография
Роден е на 14 юли 1912 г. в Шербрук, провинция Квебек, Канада. Детството си прекарва в Ню Брансуик. Следва в Университета „Виктория“ (днес един от колежите на Университета на Торонто), където е редактор на колежанското литературно списание, Acta Victoriana. След това следва теология в „Еманюел Колидж“ (като „Виктория“ един от съставящите Университета на Торонто колежи). Така става свещеник на Обединените църкви на Канада. Продължава следването си в колежа „Мъртън“ на Оксфордския университет.
Никога не успява да защити докторска степен.
През 1974 – 1975 г. заема поста Нортънов професор в Харвардския университет.
Разузнавателна служба на Канада му създава досие като неблагонадежден гражданин заради участието му в антивоенното движение срещу войната във Виетнам, изявата му на академичен форум в Китай и гласната му позиция срещу апартейда в Южна Африка.
Умира на 23 януари 1991 г. в Торонто.

## Научни интереси
Автор на изследвания върху митологическите и в частност библейските образи в словесността на новото и най-новото време – от Джон Милтън до Норман Мейлър.

## Авторитет и влияние
Прочутата му книга Анатомия на критиката (Anatomy of Criticism: Four Essays 1957) е нещо като Библията на т. нар. митологическа или архетипална интерпретация на литературата, изкуството и културата през втората половина на XX в., синтезираща антропологията с психоанализата и развиваща идеите на Карл Густав Юнг. Харолд Блум го определя като свой непосредствен предшественик, а Маргарет Атууд, която му е била студентка, твърди, че той оказва силно влияние върху прозата и публицистиката ѝ.

## Отличия и награди
Фрай е носител на множество национални награди, три пъти е носител на наградата на Генерал-губернатора на Канада, носител на ордена на Канада.

### По-важни книги
- 1947 – Fearful Symmetry: A Study of William Blake
- 1957 – Anatomy of Criticism: Four Essays
- 1964 – The Educated Imagination
- 1967 – Fools of Time: Studies in Shakespeare Tragedy
- 1970 – The Stubborn Structure: Essays on Criticism and Society
- 1971 – The Critical Path: An Essay on the Social Context of Literary Criticism
- 1976 – Spiritus Mundi: Essays on Literature, Myth, and Society
- 1982 – The Great Code: The Bible and Literature
- 1990 – Words with Power
- 1991 – The Double Vision: Language and Meaning in Religion

### Преводи на български
- Анатомия на критиката: Четири есета. София: Наука и изкуство, 1987, 492 стр.
- Великият код: Библията и литературата. София: Гал-ИКО, 1993, 276 стр.